# 국영지앤엠
국영지앤엠(Kukyoung G&M Co. Ltd.)는 대한민국의 건설 및 특수창유리 기업이다. 본사는 서울특별시 서초구 서초중앙로 36에 위치해 있으며 대표이사는 최재원이다. 건물일체형 태양광 발전 기술을 보유하여 탄소중립 수혜주로 주목받고 있다.
국내 철도 및 특수차량 유리 시장에서 점유율 80% 이상을 차지하며, 차세대 고속철 '해무'에 창호제품을 공급하고 있다

## 테마주
최재원 대표이사가 이낙연 전 총리와 서울대 동문이자 동아일보 기자생활을 함께 한 것으로 알려져 이낙연 관련주로 여겨진다

## 같이 보기
- KCC
- 유리

## 참고문헌
1. ↑  강주현, 국영지앤엠, 63년 업력 자랑하는 유리공정 업계 산증인이자 강소기업, 대한경제, 2022-08-02
2. ↑  김경택, 국영지앤엠, 탄소중립 수혜주 부각…BIPV 기술 국내 최초 개발, 2021-01-04
3. ↑  권태성, 국영지앤엠, 철도 윈도우 시장 80%점유…차세대 고속철 개발 참여, 2018-05-02
4. ↑  국영지앤엠 주가 상한가, '이낙연 테마주'로 뒤늦게 시선, 비지니스포스트, 2019-12-20